# Dobromyśl (Białoruś)
Dobromyśl (biał. Дабромысль; ros. Добромысль) – wieś na Białorusi, w obwodzie brzeskim, w rejonie iwacewickim, w sielsowiecie Dobromyśl, nad Szczarą i przy granicy Wygonowskiego Rezerwatu Krajobrazowego.
Znajduje się tu zabytkowa parafialna cerkiew prawosławna pw. św. Mikołaja Cudotwórcy.

## Historia
W XIX w. miasteczko (później wieś), osada i majątek ziemski. W dwudziestoleciu międzywojennym leżał w Polsce, w województwie nowogródzkim; do 22 stycznia 1926 w powiecie słonimskim, następnie w powiecie baranowickim; w gminie Dobromyśl, której w czasach carskich i w początkowym okresie II Rzeczypospolitej był siedzibą.
Po II wojnie światowej w granicach Związku Sowieckiego. Od 1991 w niepodległej Białorusi.